# Antonio Filosa
Antonio Filosa, né le 26 juin 1973 à Naples, est un dirigeant d'entreprise italien. Il est directeur général du groupe automobile Stellantis depuis le 28 mai 2025, ayant occupé précédemment des postes de direction au sein du groupe FIAT, FCA et Stellantis, notamment à la tête de la marque Jeep et des opérations en Amérique du Sud,.

## Biographie

### Formation
Antonio Filosa est diplômé en ingénierie de l'École polytechnique de Milan et titulaire d’un Executive MBA de la Fundação Dom Cabral au Brésil.

### Carrière
Antonio Filosa commence sa carrière en 1999 chez FIAT, où il occupe divers postes en Europe (notamment en Espagne) et en Amérique du Sud. À partir de 2005, il se concentre sur les opérations sud-américaines de FIAT-Chrysler Automobiles (FCA), devenant directeur opérationnel pour l’Amérique du Sud en 2018, un rôle qu’il conserve après la fusion de FCA avec PSA pour former Stellantis en 2021.
En novembre 2023, il est nommé PDG de la marque Jeep, succédant à Christian Meunier. Il est chargé de redresser les ventes de la marque, notamment sur le marché nord-américain, où la part de marché de Stellantis avait diminué,.
Le 28 mai 2025, Antonio Filosa est nommé directeur général de Stellantis, succédant à Carlos Tavares, destitué de son poste après de nombreuses erreurs stratégiques qui ont conduit à une chute des ventes et des bénéfices du groupe en 2024. Sa nomination est perçue comme un choix stratégique pour redonner confiance aux équipes et relancer la stratégie du groupe, notamment sous la présidence de John Elkann,.
Début juin 2025, plusieurs médias révèlent qu'Antonio Filosa pourrait percevoir une rémunération de 23 millions de US$ par an à partir de 2028 s'il atteint tous ses objectifs à la tête de Stellantis.

### Style de management
Connu pour son style accessible et chaleureux, Antonio Filosa se distingue par une approche axée sur les relations humaines, contrastant avec le style plus rigoureux de son prédécesseur, Carlos Tavares. Il met l’accent sur des relations saines avec les fournisseurs et les équipes, comme il l’a exprimé lors d’une réunion du Conseil consultatif des fournisseurs d’Amérique du Nord en mai 2025.

## Vie privée
Natif de Naples, Antonio Filosa parle couramment l’anglais avec un accent italien marqué. Il est marié à une architecte brésilienne et a deux enfants. Il est citoyen italien et brésilien et il a une passion pour le water-polo.